# Franché Coma
Franché Coma (nascido como Frank LiCata, em 17 de agosto de 1957) é um guitarrista dos Estados Unidos.
Passou a maior parte da sua vida em Lodi, Nova Jersey. Sua primeira gravação foi um "single" com Mike Morance em 1974. No outono de 1977 ele juntou-se ao Misfits como o primeiro guitarrista. 
Todos os trabalhos de guitarra de Franché foram gravados em janeiro de 1978 durante as famosas "session" de Static Age. Ele deixou a banda em novembro de 1978 e tornou-se guitarrista da Active Ingredients. Franché mora em Lodi com sua esposa e quatro filhos.